# Marchwiel (Nouvelle-Zélande)
Marchwiel est une banlieue de la cité de Timaru, située dans la région de Canterbury, dans l’île du Sud de la Nouvelle-Zélande.

## Situation
C’est une des 24 banlieues située dans le  District de Timaru .

## Municipalités limitrophes
Marchwiel est située dans le électorat parlementaire de Rangitata (en) et est représenté actuellement par Jo Luxton (en) du Parti travailliste de Nouvelle-Zélande.

## Histoire
En 1879, le Marchwiel Estate fut vendu par  Philip Bouverie Luxmoore, comme cela est rapporté dans le journal The Timaru Herald (en).
Le domaine était dénommé pour la maison dans le village, qui était le domicile initial de Luxmoore nommée:Marchwiel, dans la région du Pays de Galles septentrional.
Luxmoore tient son nom de Luxmoore Road et de  l’église anglicane : St. Philip et All Saints située dans la banlieue.
Le domaine fut détruit par le feu en 1960,.

## Démographie
La localité de Marchwiel couvre une surface de 1,77 km2.
Elle a une population estimée à 3 690 habitants en juin 2023 avec une densité de population de 2 personnes par km2.
Marchwiel avait une population de 3 507 habitants lors du recensement néo-zélandais de 2018, en augmentation de 240 personnes (7,3 %) depuis le recensement néo-zélandais de 2013 , et en augmentation de 276 personnes (8,5 %) depuis le  recensement de 2006 en Nouvelle-Zélande.
Il y avait 1 383 maisons, comprenant 1 734 hommes et 1 770 femmes donnant un sexe ratio de 0,98 homme pour une femme avec 699 personnes (19,9 %) âgées de moins de 15 ans, 696 personnes (19,8 %) âgées de 15 à 29 ans, 1 377 personnes (39,3 %) âgées de 30 à 64 ans, et 735 personnes (21,0 %) âgées de 65 ou plus.
L’ethnicité était pour 88,4 % d’européens/Pākehās, 11,1 % Māoris, 3,2 % personnes originaires du Pacifique (en), 4.6% personnes d’ origine asiatique (en) avec 1,5 % d’une autre ethnicité.
Les personnes peuvent s’identifier avec plus d’une ethnicité en fonction de l’origine de leurs parents.
Le pourcentage de personnes nées outre-mer était de 11,9 % , comparé avec les 27,1 % au niveau national.
Bien que certaines personnes choisissent de ne pas répondre à la question du recensement concernant leur affiliation religieuses, 51,3 % n’ont pas de religion, 37,3 % sont chrétiens (en), 0,5 % ont des croyances religieuses Māori (en), 0,8 % sont Hindouistes (en), 0,3 % sont musulmans, 0,1 % sont Bouddhiste (en) et 1,5 % ont une autre religion.
Parmi ceux d’au moins 15 ans d’âge, 240 personnes (8,5%) ont une licence ou un degré universitaire supérieur et 822 personnes (29,3 %) n’ont aucune qualification formelle.
231 personnes(8,2 %) gagnent plus de 70,000 $ comparé avec les 17,2 % au niveau national.
Le statu d’emploi de ceux d’au moins 15 ans était pour 1 278 personnes (45,5 %) : un emploi à plein temps, pour 345 personnes (12,3 %) était à temps partiel et 123 personnes (4,4 %) étaient sans emploi .
| Nom              | surface (km2) | Population | Densité (par km2) | logements | âge médian | revenu médian |
| ---------------- | ------------- | ---------- | ----------------- | --------- | ---------- | ------------- |
| Marchwiel West   | 0,84          | 1527       | 1817              | 648       | 39,7 ans   | 26,800 $.     |
| Marchwiel East   | 0,93          | 1980       | 2129              | 735       | 37,4 ans   | 25,200 $.     |
| Nouvelle-Zélande |               |            |                   |           | 37,4 ans   | 31,800 $      |

## Éducation
- école secondaire de Mountainviev (en)est une école secondaire du secteur desservant les années 9 à 13[8] avec un effectif de 518 élèves  en février 2024.

Elle a commencé sous le nom de « Timaru Technical School » en 1901, et fut renommée  «Timaru Technical College » en 1918.
En 1934, elle fut à nouveau renommée « Timaru Technical High School » et en 1967, elle devint le collège de Timaru.
Elle fut divisée en 1984 en un institut technique  (plus tard dénommée : Aoraki Polytechnic (en) ) et une école secondaire dénommée « Mountainview High », mais située sur un nouveau site.
- Oceanview Heights School et

Grantlea Downs School (en) sont complètement primaires desservant les années 1 à 8, avec un effectif  respectivement  de  105 élèves et 307 élèves.
Oceanview Heights fut formée en 2004 par la fusion de « Marchwiel School» (établie en 1950) avec « Washdyke School » (établie en1874).
« Grantlea Downs» fut formée en 2005, quand Grantlea School (établie en 1959) fusionna avec Seadown School (établie en 1890).
- St Joseph's School est une école primaire catholique intégrée au public, desservant les années 1 à 8 [14] avec un effectif de 200 élèves.

St Joseph's débuta en 1939, puis fusionna en 1970 avec l’école St Mary's, une autre école catholique ouverte en 1958, formant des campus senior et junior sur les deux sites.
L’école devint une école intégrée dans le système public en 1983 et les sites furent combinés en 1984.
Toutes ces écoles sont mixtes et l’effectif est celui de février 2024